# Сакурадамон (станция)

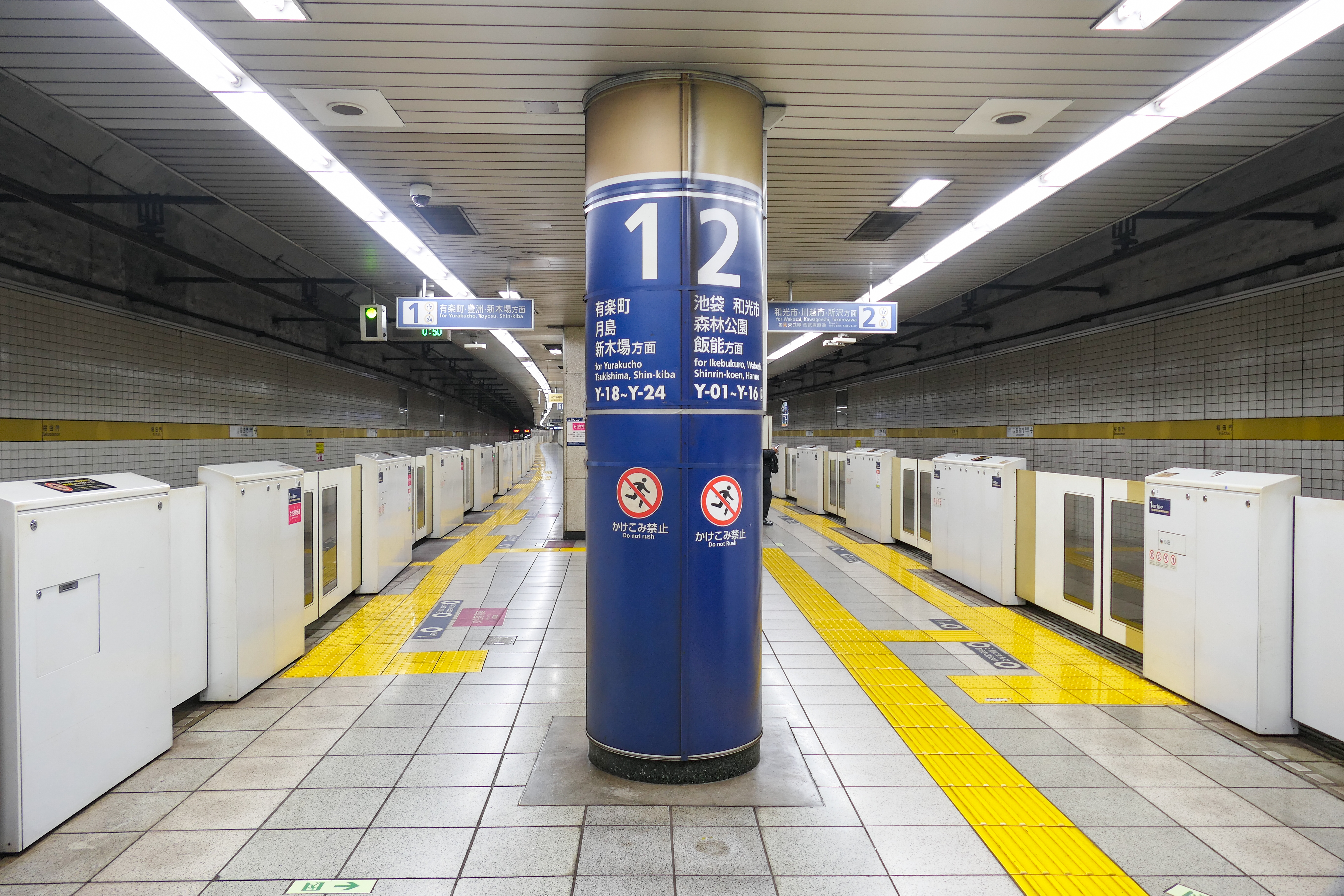
Платформы станции

Станция Сакурадамон (яп. 桜田門駅 ко:дзимати эки) — железнодорожная станция на линии Юракутё расположенная в специальном районе Тиёда, Токио. Станция обозначена номером Y-17. Была открыта 30 июня 1974 года. В окрестностях станции расположен Императорский дворец Токио. На станции установлены автоматические платформенные ворота.

## Планировка станции
Одна платформа островного типа и 2 пути.
| 1 | ○ Линия Юракутё | Юракутё, Тоёсу, Син-Киба                        |
| 2 | ○ Линия Юракутё | Иидабаси, Икэбукуро, Вакоси, Синрин-Коэн, Ханно |

## Близлежащие станции
| «        |  | Линия         |  | »       |
| -------- |  | ------------- |  | ------- |
| Нагататё |  | Линия Юракутё |  | Юракутё |